# Nelson Philippe
Nelson Philippe (Valence, 23 juli 1986) is een Frans autocoureur. 
Philippe reed tussen 1998 en 2002 karting en maakte in 2003 de overstap naar de Amerikaanse Barber Dodge Pro Series, waar hij één podiumplaats behaalde.
In 2004 maakte hij de overstap naar de Champ Car series en ging racen voor Rocketsports Racing. Hij was met zeventien jaar de jongste coureur ooit in de Champ Car. Hij behaalde drie keer een top tien plaats in een race dat jaar en eindigde op de zestiende plaats in het kampioenschap. In 2005 maakte hij de overstap naar Conquest Racing, behaalde vier keer een top tien plaats en werd dertiende in het eindklassement.
Het kampioenschap van 2006 werd zijn beste seizoen. Hij maakte de overstap naar CTE-HVM Racing en won dat jaar de race op het circuit van het Australische Surfers Paradise en werd daarmee de jongste winnaar van een Champ Car race ooit. Hij eindigde derde op de Milwaukee Mile en op het Circuit Gilles Villeneuve in Montreal en eindigde op de vierde plaats van het kampioenschap.
Ondanks zijn mooie resultaten in 2006, kon hij voor 2007 onvoldoende sponsorbedragen vinden, die op dat moment noodzakelijk waren voor elke rijder gezien de financieel moeilijke situatie van de Champ Car series en de teams. Hij kon enkel aan de slag in de laatste twee races van het seizoen voor Conquest Racing. Hij werd zesde in Surfers Paradise en twaalfde in Mexico.
In 2008 reed hij de openingsrace van de Superleague Formula, de raceklasse voor voetbalclubs. Hij reed voor het raceteam van Borussia Dortmund en hij reed de openingsrace van de Aziatische GP2 series voor ART Grand Prix. In 2009 nam hij deel aan de Indianapolis 500 voor HVM Racing, maar haalde de eindstreep niet. Later dat jaar zou hij de race rijden op de Infineon Raceway, maar spinde zijn wagen tijdens de trainingsritten. Will Power kon hem niet meer ontwijken waardoor er een crash ontstond, waardoor ze blessures opliepen en voor beide was het seizoen over.

## Resultaten
Champ Car resultaten (aantal gereden races, aantal maal in de top 5 van een race, eindpositie kampioenschap en punten)
| Jaar | Races | 1ste | 2de | 3de | 4de | 5de | Rank | Ptn |
| ---- | ----- | ---- | --- | --- | --- | --- | ---- | --- |
| 2004 | 11    | -    | -   | -   | -   | -   | 16   | 89  |
| 2005 | 13    | -    | -   | -   | -   | -   | 13   | 117 |
| 2006 | 14    | 1    | -   | 2   | 2   | 1   | 4    | 231 |
| 2007 | 2     | -    | -   | -   | -   | -   | 19   | 28  |